# W2S
Harold Christopher George Lewis (Guernsey, 1996. november 24. –), ismertebb nevén W2S (vagy Wroetoshaw), guernsey-i youtuber. Ismertségét a Sidemen csoport tagjaként és FIFA videóinak köszönhetően szerezte. Ezek mellett kihívás videókat is csinált más youtuberekkel és családjával. A 2020-as években egyre kevesebb videót töltött fel, csak a Sidemen tagjaként volt aktív.

## Korai évek
Harold Christopher George Lewis 1996. november 24-én született Guernsey szigetén. 2004-ig Alderney-ben nőtt fel, mielőtt szüleivel visszaköltözött volna szülővárosába. Két fiatalabb testvére van, Rosie (1999–) és Josh (2001–), akikkel együtt a Guernsey Grammar Schoolba járt. A Sidemen csoportban viccként gyakran használják ellene származását.
Gyerekkorában Harry a helyi Rangers FC labdarúgócsapatban játszott. Először akkor kezdett el videójátékokkal foglalkozni, mikor szülei megvettek neki egy Nintendo GameCube-ot. Egy évvel idő előtt végezte el GCSE vizsgáit, kiemelkedő eredménnyel.

## YouTube-karrier
2012-ben kezdett el feltölteni wroetoshaw című csatornájára, főleg FIFA tartalmat. Neve Nicky Wroe és Tom Bradshaw nevének kombinációja. 17 évesen otthagyta az iskolát, hogy a YouTube-karrierjére koncentráljon. Ő volt az utolsó, aki csatlakozott a Sidemen-hez, 2014 elején. Csatornájára ebben az időszakban főleg gaming és kihívás videókat töltött fel.
2015 augusztusában 50 dollárt adott minden követőjének Twitteren, akik GCSE vizsgáikon A*-os eredményt értek el.
2017 augusztusában ért el 10 millió feliratkozót YouTube-on.
Napjainkban ritkábban tölt fel videókat első számú csatornájára. Legutóbbi feltöltése 2020 februárjában volt.

## Magánélet
Egyike a három Sidemen tagnak, aki soha nem élt a a Sidemen Házakban. 2014-ig családjával élt Guernsey-ben, mielőtt Londonba költözött volna 17 éves korában a Stratford Halo toronyba, Callux és Calfreezy youtuberekkel. 2018-ban költöztek ki innen és béreltek egy lakást a Temze partján. Ezt a lakást 2020-ban hagyták el egy kisebbért. 2015 márciusában vette egy lakást Guernsey-ben, ahol a Covid19-pandémia alatt is lakott egyedül. 2020-ban vett egy házat szüleivel szülővárosában.
2017-ben Harry vett egy kutyát, akit Herbnek nevezett el.
2014 és 2020 között kapcsolatban volt Katie Leach-csel.

## Filmográfia
| Év   | Cím                    | Platform                   | Jegyzet  | For.   |
| ---- | ---------------------- | -------------------------- | -------- | ------ |
| 2014 | The Sidemen Experience | Comedy Central UK (online) | 5 epizód | [ 10 ] |
| 2018 | The Sidemen Show       | YouTube Premium            | 7 epizód | [ 11 ] |

## Könyvek
| Év   | Cím               | Kiadó         | Jegyzet             | For.   |
| ---- | ----------------- | ------------- | ------------------- | ------ |
| 2016 | Sidemen: The Book | Coronet Books | ISBN 978-1473648166 | [ 12 ] |